# The Smart Set
The Smart Set (1900-1930) est un  mensuel américain.

## Historique
The Smart Set était un magazine littéraire américain, fondé par le colonel William d'Alton Mann et qui fut publié de mars 1900 à juin 1930. Pendant son âge d'or, sous la direction éditoriale d'H. L. Mencken et de George Jean Nathan, The Smart Set a lancé beaucoup d'auteurs prometteurs et leur a donné l'accès à un relativement grand public. Son siège social était à New York.
En 1929 le magazine fusionne avec le McClure's Magazine, nouvellement acquis par William Randolph Hearst pour former le The New Smart Set, sous la direction éditoriale de Margaret Sangster.

## Auteurs publiés
- F. Scott Fitzgerald
- Sinclair Lewis
- Dashiell Hammett
- Aldous Huxley
- Jack London
- James Joyce
- Eugene O'Neill
- Ezra Pound
- D.H. Lawrence